# Ronja Endres

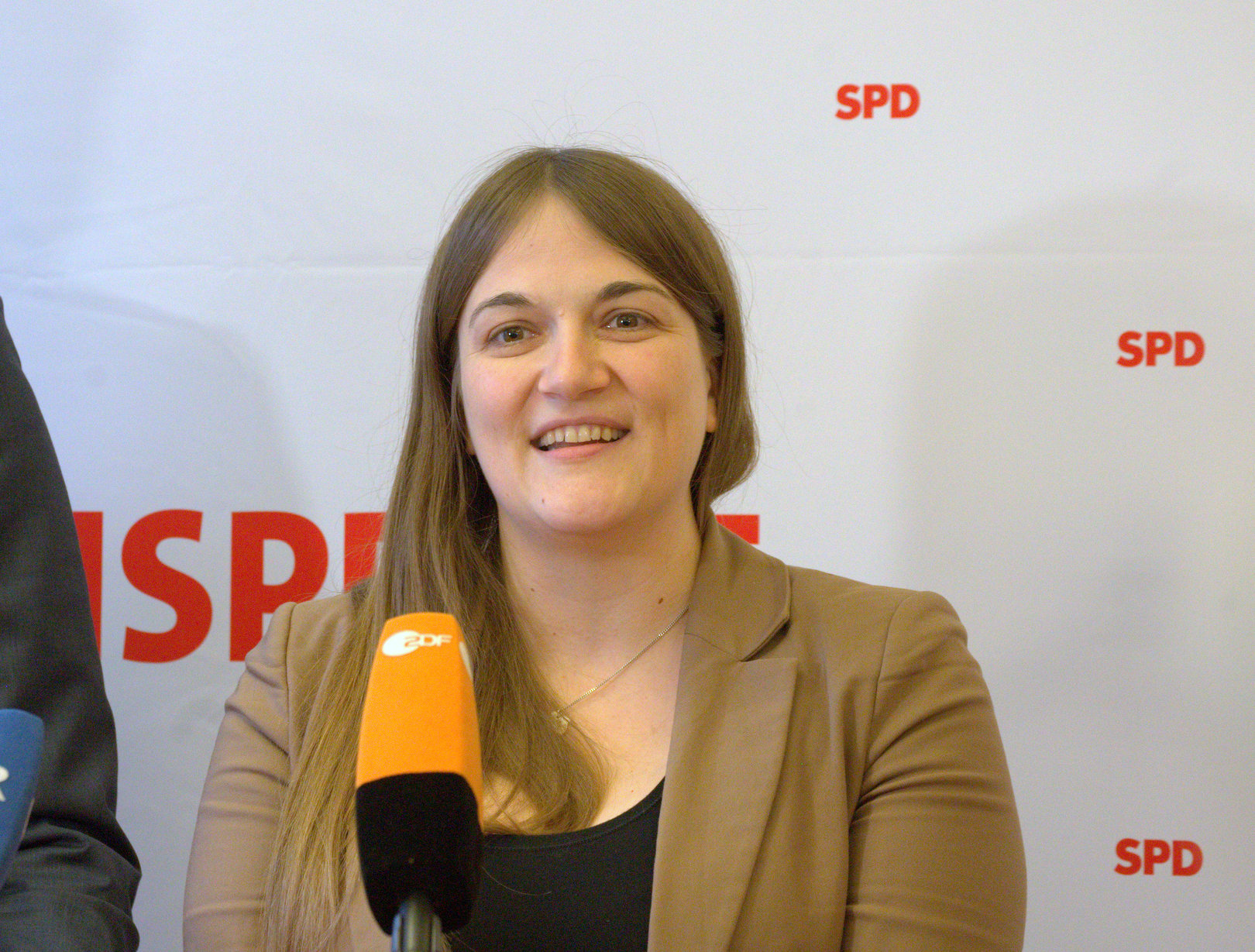
Ronja Endres (2023)

Ronja Endres (* 1986 in Starnberg) ist eine deutsche Politikerin (SPD). Sie ist seit dem 24. April 2021 Vorsitzende der BayernSPD, bis Juli 2024 in einer Doppelspitze mit Florian von Brunn.

## Leben
Endres wuchs in Penzberg auf. Sie absolvierte eine Ausbildung zur Chemielaborantin und holte mit Unterstützung der Hans-Böckler-Stiftung auf dem zweiten Bildungsweg ihr Abitur nach. Nach dem Studium der Fachbereiche Internationale Beziehungen und Management an der OTH Regensburg, der Universität Eichstätt und in Auslandsaufenthalten in den USA, Belgien, Pakistan und Estland arbeitete sie als politische Referentin in Berlin und München.
Sie lebt in Regensburg.

## Politische Laufbahn
Endres ist seit 2008 Mitglied der SPD. Seit 2017 ist sie Mitglied des AfA (Arbeitsgemeinschaft für Arbeit in der SPD) Landesvorstandes Bayern und seit 2018 Mitglied des Bundesvorstandes; seit 2019 ist sie Vorsitzende der AfA Bayern. Ebenso ist sie seit 2019 Beratende Stimme im Landesvorstand der BayernSPD und Mitglied der AsF (Arbeitsgemeinschaft sozialdemokratischer Frauen) Regensburg.
Am 24. April 2021 wurden auf dem Landesparteitag der BayernSPD als Vorsitzende die Doppelspitze Ronja Endres und Florian von Brunn gewählt. Von Brunn legte das Amt im Juli 2024 nieder. Seither ist Endres alleinige Landesparteivorsitzende.
Im Dezember 2021 wurde sie in den SPD-Parteivorstand gewählt. Im Dezember 2023 wurde sie erneut in dieses Amt gewählt.
Endres war Mitglied der 17. Bundesversammlung.
Anlässlich der Landtagswahl 2023 hatte sich Endres parteiintern um das Landtagsmandat der Stimmkreise Regensburg-Land und Regensburg-Stadt beworben. In beiden Fällen zog sie ihre Kandidatur aufgrund der internen Konkurrenz wieder zurück.
Im Oktober 2023 scheiterte Endres erneut daran, von ihrer Partei für eine Wahl nominiert zu werden. So wählten die Delegierten der SPD Oberpfalz in einer Kampfabstimmung statt Endres Thomas Rudner als ihren Kandidaten für die Europawahl 2024.